# مانفرد کیندر
مانفرد کیندر (آلمانی: Manfred Kinder؛ زادهٔ ۲۰ آوریل ۱۹۳۸) دونده اهل آلمان بود.
وی در مسابقات کشوری و بین‌المللی در مجموع برندهٔ ۲ مدال طلا، ۴ مدال نقره، ۳ مدال برنز شده‌است.